# Бертельман, Томас
Томас Бертельман (швед. Tomas Bertelman, род. 1945) — шведский дипломат, Чрезвычайный и полномочный посол Швеции в России с 16 января 2009 года по сентябрь 2012 года. Ранее был послом в Испании, Латвии и Польше, а также Генеральным консулом в Ленинграде и секретарём парламентской комиссии по иностранным делам.
После завершения дипломатической карьеры в октябре 2012 года назначен стратегическим советником по вопросам работы компании TeliaSonera в Центральной Азии.
Бертельман владеет английским, испанским, французским, русским, польским и немецким языками.